# Reľov
Reľov (maďarsky Relyó, německy Rill či Rillen) je obec na Slovensku v okrese Kežmarok ležící pod úpatím Spišské Magury. V obci se nachází římskokatolický kostel Povýšení sv. Kříže z roku 1778.